# Spenser Cohen
Spenser Cohen es un guionista, productor ejecutivo y director de cine estadounidense mejor conocido por su trabajo en Extinción (2018) y Moonfall (2022).

## Carrera
En marzo de 2012, Cohen dirigió el vídeo musical de Diana DeGarmo "Good Goodbye". Cohen comenzó su carrera como escritor redactando el guion de Extinción. En diciembre de 2013, se reveló que el guion había sido incluido en la Lista Negra de 2013 de los mejores guiones no producidos del año en Hollywood. En 2019, Cohen estaba escribiendo el guion de Moonfall. El 21 de febrero de 2019, Amblin Partners anunció que había comprado el guion de Cohen para la película de ciencia ficción Distant. En agosto de 2021, Cohen ganó notoriedad al escribir el guion y la historia de Expend4bles. Escribió el guion de la película de terror Tarot.

## Filmografía
| Año  | Título       | Director | Escritor | Productor ejecutivo | Notas         | Ref.         |
| ---- | ------------ | -------- | -------- | ------------------- | ------------- | ------------ |
| 2012 | Good Goodbye | Sí       | No       | No                  |               | [ 1 ]        |
| 2018 | Extinción    | No       | Sí       | No                  |               | [ 2 ]        |
| 2022 | Moonfall     | No       | Sí       | Sí                  |               | [ 8 ]        |
| 2022 | Blink        | Sí       | Sí       | No                  | Cortometraje  | [ 9 ]        |
| 2023 | Expend4bles  | No       | Historia | Sí                  |               | [ 6 ] [ 10 ] |
| 2024 | Tarot        | Sí       | Sí       | No                  | Posproducción | [ 11 ]       |
| TBA  | Distant      | No       | Sí       | No                  |               | [ 5 ] [ 12 ] |